# Área de Proteção Ambiental Delta do Parnaíba

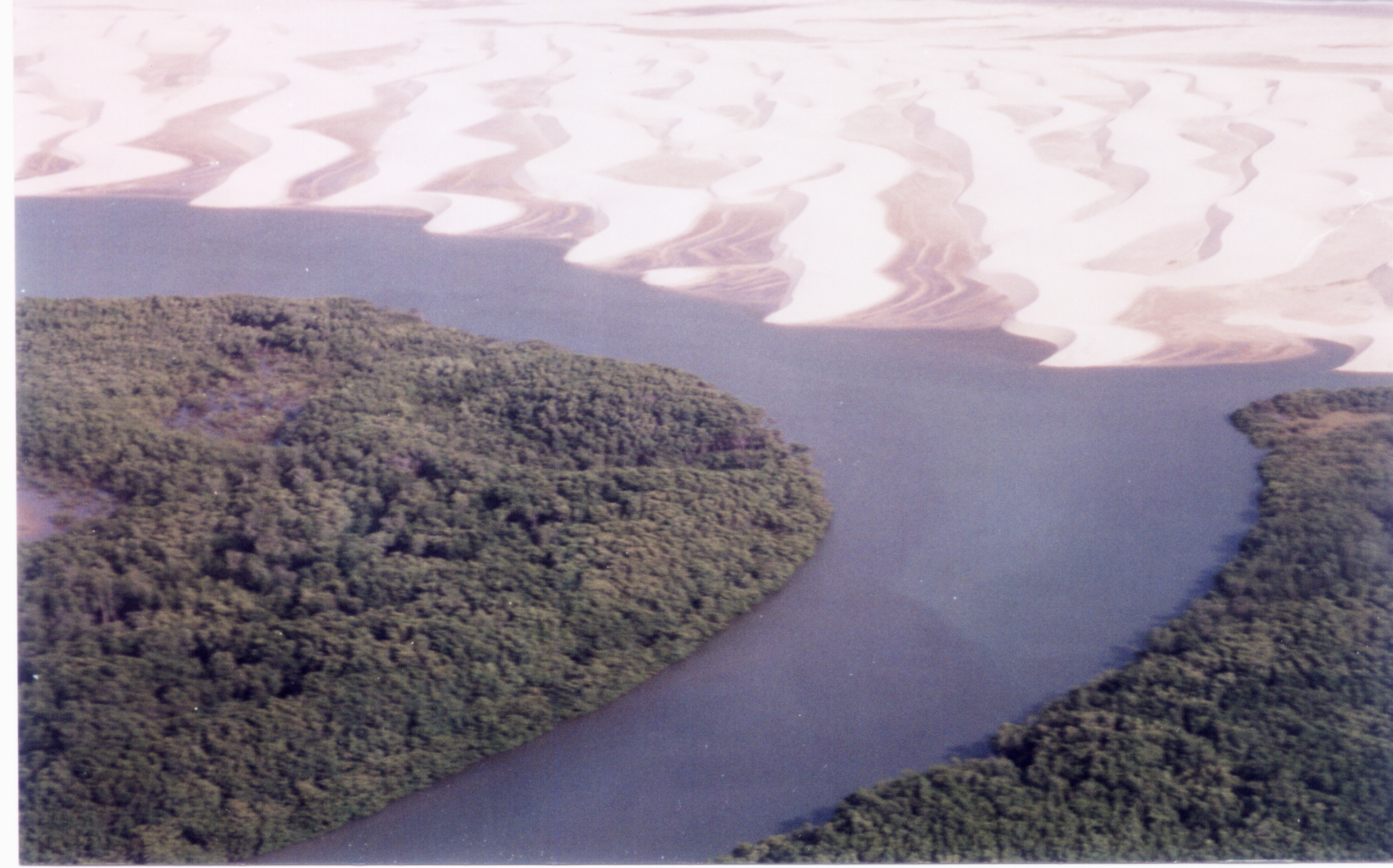
Delta do Parnaíba, no Maranhão

A Área de Proteção Ambiental Delta do Parnaíba é uma unidade de conservação federal que abrange três estados do Nordeste: Piauí, Maranhão e Ceará. Foi criada em agosto de 1996, possuindo uma área de extensão de 307.590,51 hectares.

## Caracterização da área

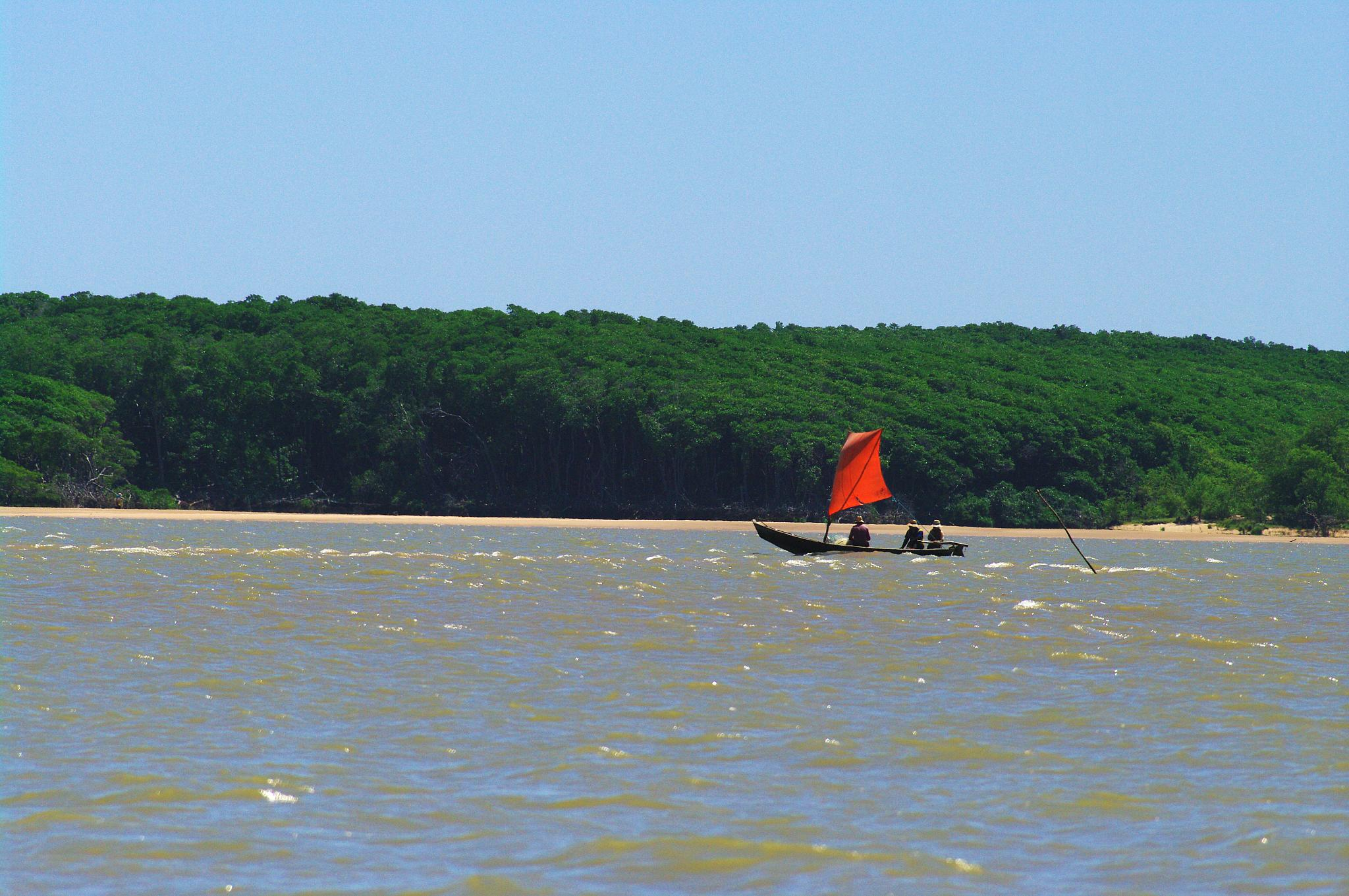
Floresta de manguezais

A APA abrange 10 municípios: Tutoia, Paulino Neves, Araioses e Água Doce (no Maranhão); Ilha Grande, Parnaíba, Luís Correia e Cajueiro da Praia (no Piauí); Chaval, Barroquinha (no Ceará).
Fica localizada na foz do rio Parnaíba, onde é formado um delta que se assemelha a uma mão aberta, onde os dedos representam as seguintes barras: Barra de Tutoia, Barra do Caju, Barra do Igaraçu, Barra das Canárias e Barra da Melancieira. Estas barras se ramificam e deságuam em mar aberto (Delta Oceânico). O Delta do Parnaíba é o único em mar aberto das Américas e um dos três maiores do mundo em extensão e beleza natural (os outros são o do rio Nilo, no Egito, e o do rio Mekong, no Sudeste Asiático).
Nessa região, vivem comunidades tradicionais de pescadores, artesãos, catadores de caranguejo, coletores de ostras e mariscos, que vivem de forma integrada com natureza. Como exemplos, há uma comunidade de pescadores na Ilha das Canárias, no município de Araioses (MA), com mais de 2.500 habitantes, e a comunidade de Ilha Grande dos Paulinos, no município de Tutoia (MA), onde moradores vivem da pesca, cata do caranguejo e do artesanato da palha da carnaúba.

## Biodiversidade

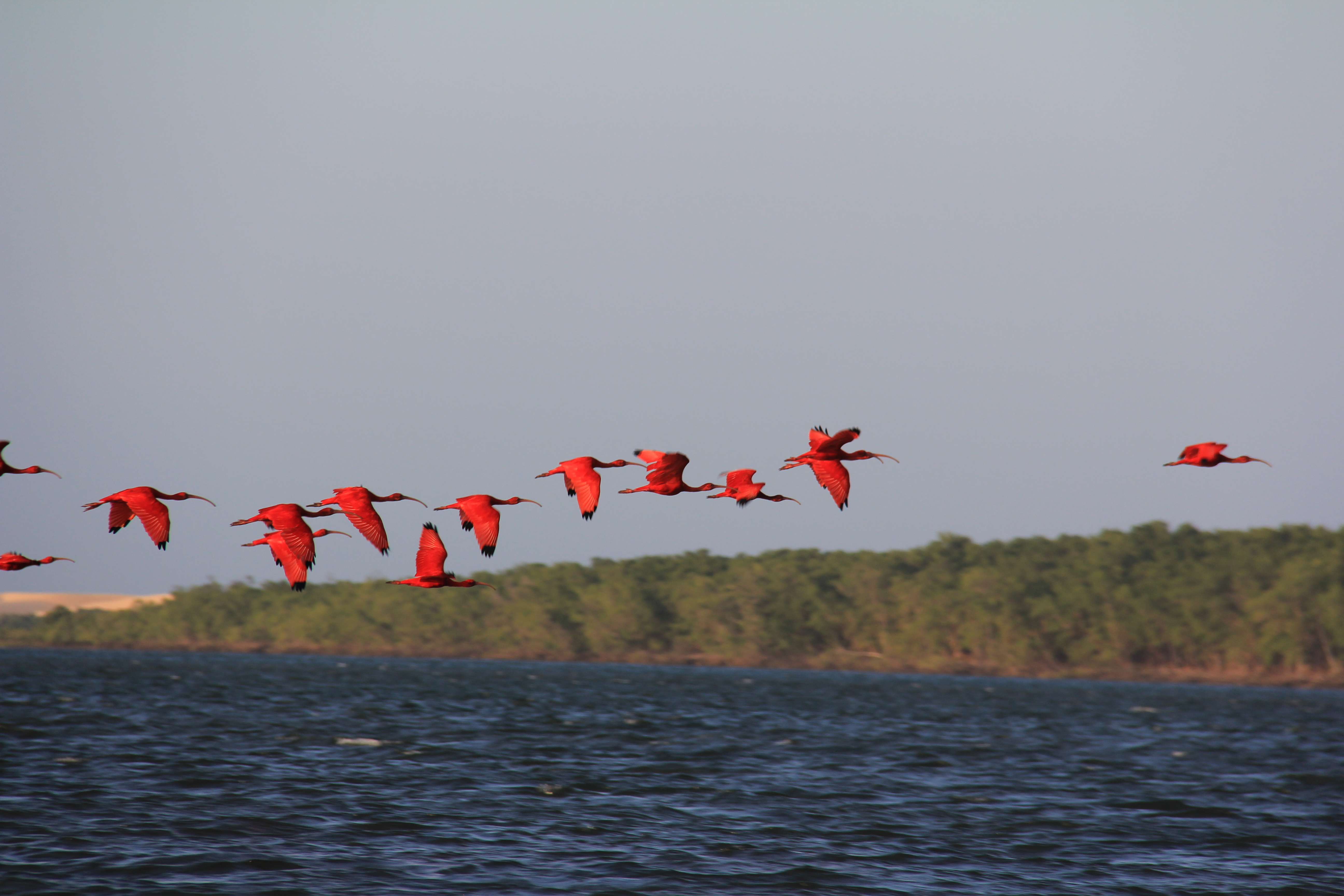
Revoada de guarás no Delta do Parnaíba, com manguezais ao fundo.

A paisagem é formada por dunas, praias, manguezais e igarapés. A fauna é composta por guarás e garças, além de macacos pregos, guaribas, jacarés, capivaras e a pininga, entre outros animais.
No extremo leste do território da APA Delta do Parnaíba, entre o Piauí e o Ceará, nos manguezais e apicuns do estuário dos rios Timonha e Ubatuba, há um importante berçário para a reprodução do peixe-boi marinho, além de inúmeros outros animais de vida marinha, como peixes, camarões, caranguejos, siris, mariscos, etc. 
O peixe-boi marinho é observado com maior frequência entre a praia do Peito de Moça, município de Luís Correia, e a praia da Itã, em Cajueiro da Praia. A Base do Peixe-Boi Marinho, localizada no Pontal do Socó, em Cajueiro da Praia/PI, foi criada em 1994, com o objetivo de cuidar da conservação e monitoramento da população de peixes-boi que vivem na região, além de haver um museu com esqueletos de animais marinhos e fluviais.

## Turismo

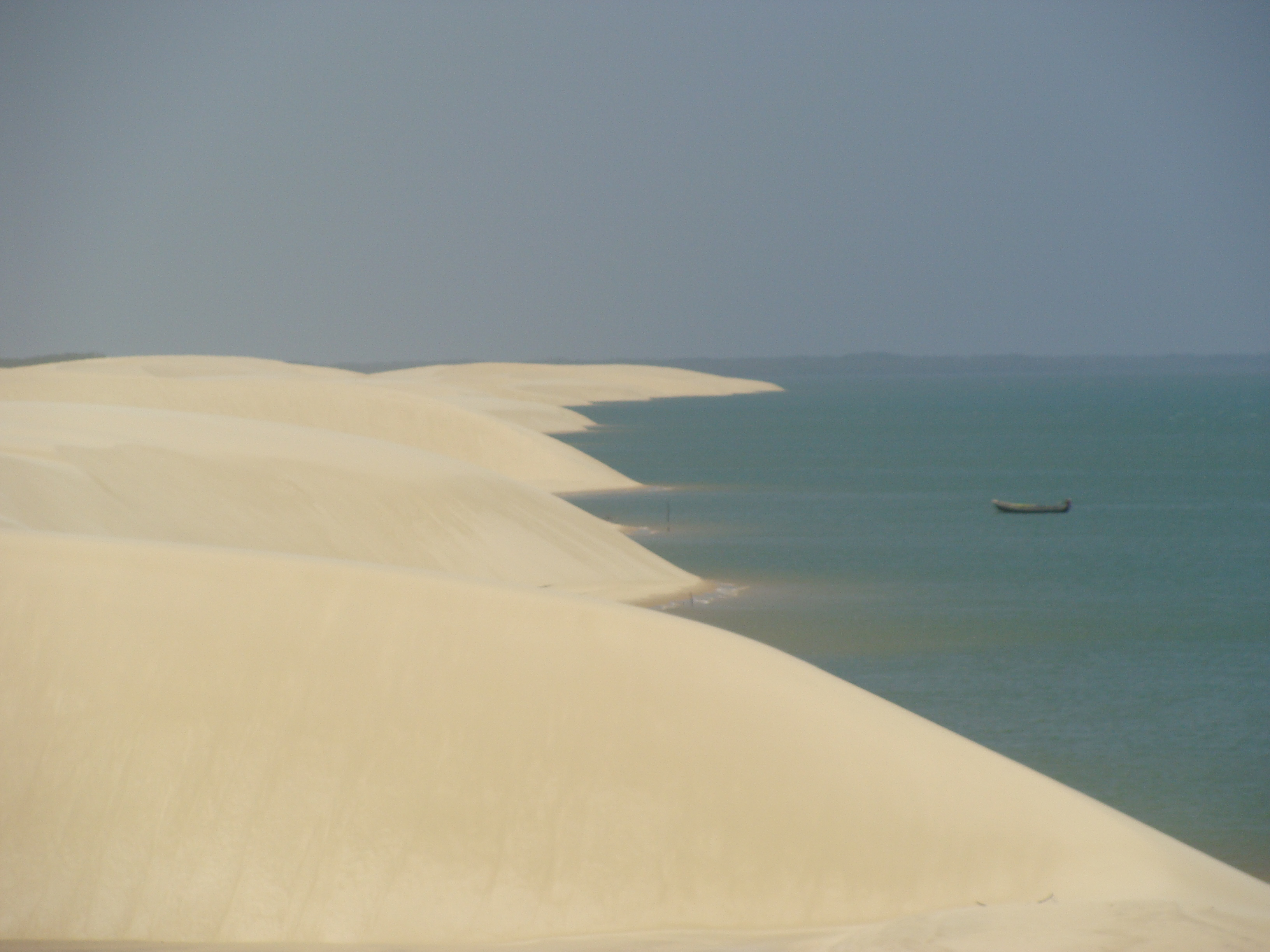
Dunas da Ilha do Caju, Araioses (MA).

O Delta do Parnaíba está inserido na chamada Rota das Emoções, complexo turístico que inclui os Parque Nacional dos Lençóis Maranhenses e o Parque Nacional de Jericoacoara. Todos Domingos, Segundas , Quartas  e Sextas, ha voos direto do Aeroporto de Campinas ( SP) para o aeroporto de Parnaiba (litoral PI/MA) pela Azul linhas aereas. A Voepass  compartilha voos com Latam e Gol linhas aereas. A voepass voa de Teresina para Parnaiba e de Fortaleza para Parnaiba, Sextas, Domingos e Segundas.  
As principais praias paradisíacas são: Praia do Barro Vermelho e Pequenos Lençóis em Paulino Neves/MA; Praia do Arpoador, Ilha do Cajueiro, Ilha do Coroatá, Praia Pontal das Melancieiras, Moita Verde e Praia do Amor em Tutóia/MA; Praia do Farol, Ilha do Caju, Ilha das Canárias, Ilha dos Poldros, Dunas morro do meio e Praia do Feijão Brabo em Araioses/MA; Praia da Pedra do Sal em Parnaíba/PI; Praia da Atalaia, Peito de Moça, Coqueiro, Itaqui e Macapá em Luís Correia/PI; Praia do Morro Branco, Itã, Barrinha e Barra Grande em Cajueiro da Praia/PI; Porto do Mosquito em Chaval/CE e Praia de Bitupitá em Barroquinha/CE.
A Ilha das Canárias, em Araioses,  extremo leste do Maranhão, esta a 15 minutos do Porto dos Tatus, no Piaui,  fica inserida na Reserva Extrativista Marinha do Delta do Parnaíba, unidade de conservação que fica dentro da APA Delta do Parnaíba. Faz parte de um arquipélago com 80 ilhas, composta de dunas, manguezais, igarapés, caranguejos, jacarés e inúmeras aves. A APA Foz do Rio Preguiças também fica na região. 
No município de Chaval (CE), também conhecida como "Cidade das Pedras", podem ser encontrados sítios arqueológicos, o santuário da gruta, as salinas,  e a estrutura geológica com a formação de monólitos (pedras gigantes). Das formações rochosas mais conhecidas se destacam a Pedra do Céu, Pedra da Carnaúba, Pedra da Santa, Pedra do Letreiro e Pedra da Baliza.  Através de trilhas ecológicas, podem ser vistas escrituras rupestres e cavernas. 